# Adolf Eduard Löflund
Adolf Eduard Löflund (* 23. Juli 1832 in Scharnhausen; † 22. Februar 1892 in Heilbronn) war ein württembergischer Oberamtmann, der verschiedenen Oberämtern vorstand.

## Leben
Der Sohn eines Pfarrers studierte von 1851 bis 1856 Rechtswissenschaft und Staatswissenschaft an der Universität Tübingen und der Universität Heidelberg. Er war Mitglied der Burschenschaft Nordland Tübingen. Nach dem zweiten Staatsexamen kam er 1857 zum Evangelischen Konsistorium nach Stuttgart und wurde noch im selben Jahr Aktuariatsverweser beim Oberamt Ludwigsburg, 1858 war er in selber Stellung beim Oberamt Sulz, wo er 1859 Oberamtsaktuar wurde. Diese Stellung hatte er ab 1866 auch beim Oberamt Neresheim, bevor er 1871 Oberamtmann beim Oberamt Oberndorf und 1877 beim Oberamt Kirchheim wurde. 1885 kam er zum Oberamt Heilbronn. Dort wurde er 1886 zum Regierungsrat ernannt. In seiner Amtszeit war Paul Hegelmaier Oberbürgermeister in Heilbronn, der aufgrund seiner Amtsführung höchst umstritten war. Das württembergische Innenministerium erwartete von Löflund, die Beilegung der langwierigen Streitigkeiten herbeizuführen, doch dieser konnte den Erwartungen krankheitsbedingt nicht mehr gerecht werden. Noch im Amt verstarb er nach längerer Krankheit 1892.
Er wurde 1880 mit dem Ritterkreuz 1. Klasse des Friedrichs-Ordens ausgezeichnet.